# Taurina

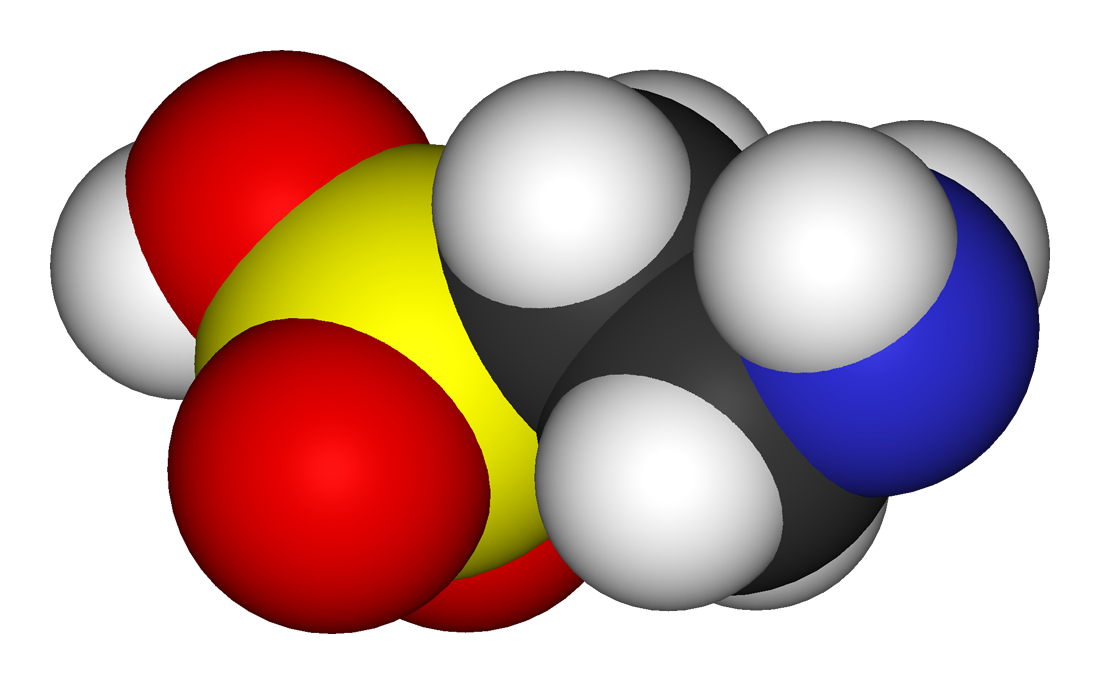
La molecola della taurina secondo le sfere di Van de Waals

La taurina (dal latino taurus, toro, dato che originariamente è stata isolata dalla bile del toro dagli scienziati tedeschi Friedrich Tiedemann e Leopold Gmelin) o acido 2-amminoetanosolfonico, è una sostanza chimica acida abbondante in molti tessuti di diversi animali, uomo incluso. La taurina si trova anche in qualche specie batterica, in quantità più modeste, ma non nelle piante. È un'ammina con un gruppo funzionale acido solfonico.
Sono stati identificati piccoli polipeptidi contenenti taurina, ma a oggi non è stata trovata nessuna amminoacil-tRNA sintetasi in grado di riconoscere specificamente la taurina e capace di incorporarla nel tRNA.

## Biosintesi
La via metabolica primaria per la sintesi di taurina nei mammiferi avviene nel fegato nella via dell'acido solfinico della cisteina.  In questa via, il gruppo solfidrile della cisteina è all'inizio ossidato a cisteina-acido solfinico dall'enzima cisteina diossigenasi.  La cisteina-acido solfinico, in seguito, è decarbossilata dalla cisteina-acido solfinico decarbossilasi per formare ipotaurina.  Non è chiaro se poi l'ipotaurina venga ossidata a taurina normale spontaneamente o per via enzimatica.

## Sintesi industriale
La richiesta di taurina per la produzione di prodotti alimentari e di alcuni tipi di bevande ha portato allo sviluppo di diversi metodi di sintesi industriale. Negli Stati Uniti d'America è stato introdotto un metodo che sfrutta l'amminazione ad alta pressione di un sale derivato dall'acido isetionico, ottenuto facendo reagire l'ossido di etilene con il ditionito di sodio (Na2S2O4). Altre due sintesi, usate in Giappone, si basano invece sulla reazione dell'aziridina con il diossido di zolfo e di un'aloetilammina con solfito di sodio.
Un'altra metodica alternativa, di grande interesse industriale, utilizza la solfonazione dell'acido 2-amminoetilsolfonico con solfito di sodio. Dapprima si procede alla sintesi dell'acido 2-amminoetilsolfonico facendo reagire l'etanolammina con acido solforico:
{\displaystyle {\ce {NH2CH2CH2OH + H2SO4 -> NH2CH2CH2SO4H + H2O}}}
L'acido 2-amminoetilsolfonico viene quindi fatto reagire con il solfito di sodio, ottenendo la taurina che verrà poi isolata dalla miscela di reazione:
{\displaystyle {\ce {NH2CH2CH2SO4H + Na2SO3 -> NH2CH2CH2SO3H + Na2SO4}}}

## Ruoli fisiologici
La taurina ha due ruoli fisiologici ben documentati:
- Per molti animali, la taurina è tra i principali osmoliti intracellulari ed è quindi un contributo importante alla regolazione del volume cellulare.
- La taurina è coniugata attraverso il suo gruppo ammino-terminale agli acidi biliari acido chenodesossicolico e acido colico per formare il sale biliare taurochenodesossicolato di sodio e taurocolato di sodio (vedi bile).  Il basso pKa (1,5) del gruppo solfonico della taurina assicura che quella parte di molecola sia caricata negativamente nei range di pH che si trovano normalmente nel tratto intestinale e ciò migliora le proprietà surfattanti del coniugato dell'acido colico.

La taurina è anche implicata in un grande numero di vari fenomeni fisiologici, tra cui il potenziamento a lungo termine dello striato/ippocampo, la stabilizzazione di membrana, l'inibizione feedback degli scoppi respiratori di neutrofili/macrofagi, e l'omeostasi del calcio. Gli effetti riscontrati sono relativamente poveri se comparati con i casi riportati sul ruolo della taurina nella sintesi degli acidi biliari e nella osmoregolazione.
Neonati prematuri che mancano nell'enzima necessario per convertire la cistationina in cisteina potrebbero diventare taurina-deficienti. Per questo la taurina è un componente essenziale nella dieta di questi neonati.
Negli esperimenti sui ratti è stato dimostrato che la taurina è efficace nel rimuovere i depositi di grasso sul fegato, nel prevenire malattie epatiche e nel combattere la cirrosi.
Sebbene sia presente in diverse bevande energetiche, la taurina non ha proprietà energizzanti; sono state dimostrate tuttavia proprietà anti-ossidanti. In particolar modo, ha l'effetto di contrastare le sostanze ossidanti rilasciate dal corpo in seguito all'esercizio fisico.
È stato dimostrato anche il beneficio che la taurina può svolgere nelle persone predisposte a infarto aumentando l'efficienza delle contrazioni del muscolo cardiaco.
La taurina ha inoltre attività di agonista indiretto sul sistema GABAergico, inibendo l'attività dell'enzima GABA-transaminasi, responsabile del metabolismo del GABA a livello sinaptico.

## Usi commerciali della taurina

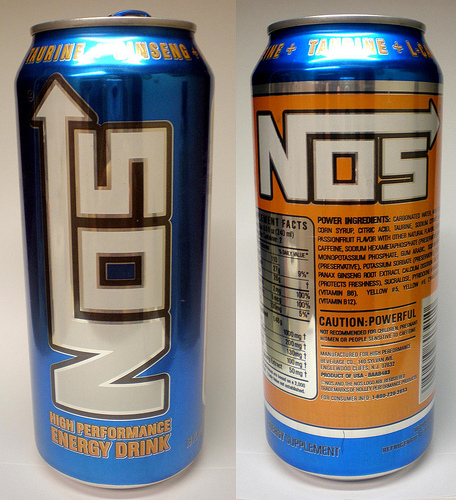
Bevanda energetica contenente taurina tra i suoi ingredienti

Dagli anni '80, la taurina è diventata un ingrediente nelle bibite energetiche come la Burn Energy Drink, Energy Cola, Monster Energy, Red Bull, Verve! e altre bevande o preparati affini; ha inoltre trovato impiego in caramelle energetiche come le XS Energy Drink, Foosh, le White Bull e le Red Bull.

## Taurina nello sport
Vi sono anche prove che la taurina negli esseri umani adulti possa contribuire a ridurre la pressione sanguigna, e studi recenti dimostrano che gli integratori di taurina somministrati ai ratti con una dieta ricca di grassi hanno impedito loro di raggiungere il sovrappeso, migliorando nel contempo il controllo del diabete. Ulteriori studi sull'uomo hanno mostrato che l'assunzione di taurina può avere effetti favorevoli nell'ossidazione di grasso durante l'esercizio. In uno studio, la supplementazione pre-allenamento di 1,66 g di taurina non ha dimostrato di migliorare la prestazione, ma ha aumentato del 16% l'ossidazione dei grassi durante una prestazione a moderata intensità al 66,5% del VO2max per 90 minuti in ciclisti allenati. Tuttavia sono necessari ulteriori approfondimenti per poter determinare l'efficienza della taurina nei programmi per la perdita di peso.
La taurina è presente in alte concentrazioni nel muscolo scheletrico, ed è stato visto che le concentrazioni dell'amminoacido al suo interno si riducono dopo l'esercizio, indipendentemente dalla durata. Inoltre, questa diminuzione è stata rilevata specificamente nelle fibre a contrazione rapida (di tipo 2), anche se la concentrazione plasmatica di taurina è rimasta invariata. Si è suggerito che l'amminoacido possa giocare un ruolo come difesa cellulare dal danno indotto dai radicali liberi. Infatti l'esercizio intenso si crede possa aumentare lo stress ossidativo e il danno muscolare. Alcune ricerche hanno rilevato che la supplementazione di taurina o la deplezione di taurina possono svolgere misurabili azioni citoprotettive per attenuare le lesioni muscolari indotte dall'esercizio fisico. A seguito dell'esercizio coi pesi con ripetizioni eccentriche, l'assunzione di taurina ha dimostrato di influire sulla contrazione muscolare riducendo lo stress ossidativo, in associazione con una riduzione del superossido, un radicale libero. Vi sono evidenze recenti che l'assunzione concomitante di taurina e amminoacidi ramificati (BCAA) riesca a ridurre la percezione del DOMS e il danno muscolare indotto dall'esercizio coi pesi più dei soli BCAA.
La taurina è piuttosto conosciuta per essere, assieme alla caffeina, un ingrediente delle popolari bevande energetiche. Esse contengono circa un grammo di taurina, ma la taurina non ha mostrato di essere energetica di per sé; tuttavia alcuni risultati scientifici sull'uso di taurina hanno dimostrato un suo ruolo nel ridurre la fatica muscolare, portando a benefici nella termoregolazione (aiutando a stabilizzare la temperatura corporea durante l'attività fisica) e nella concentrazione. Si è spesso erroneamente sostenuto che la taurina sia uno stimllante energetico, ma in realtà essa può svolgere un'azione opposta, essendo coinvolta nell'inibire i neuroni eccitatori del cervello, il che la renderebbe più una sostanza rilassante. La taurina è infatti un amminoacido che calma il sistema nervoso, perché sostiene la produzione di GABA. Essa può favorire la gestione dell'ansia contrastando potenzialmente gli ormoni dello stress. Il suo utilizzo come ingrediente nelle bevande energetiche è quindi ottimale accanto a un effettivo stimolante come la caffeina, per i suoi benefici nel ridurre la fatica, favorire la termoregolazione e migliorare la concentrazione. L'effetto sinergico tra caffeina e taurina è stato dimostrato anche in dissociazione da tali bevande. Anche se assunta singolarmente, la ricerca mostra come la taurina possa portare benefici e miglioramenti nella prestazione sportiva in soggetti affetti da scompenso cardiaco, aumentando la prestazione e la resistenza alla fatica.
La taurina ha dimostrato un potenziale nell'imitare l'attività dell'insulina, attenuando la glicemia in risposta all'assunzione di glucosio. Si è ipotizzato che la taurina favorisca il trasporto di glucosio e amminoacidi all'interno delle cellule muscolari, in ultima analisi, svolgendo un ruolo come volumizzatore cellulare. Questo permetterebbe che le cellule diventino "superidratate", e alcune ricerche suggeriscono che questo possa promuovere una maggiore sintesi proteica muscolare e l'inibizione del catabolismo proteico muscolare. Questo potrebbe portare a uno sviluppo di maggiore massa e forza muscolare, anche se queste rimangono ipotesi. La ricerca ha anche rivelato che l'integrazione con taurina può diminuire la quantità di una sostanza chimica chiamata 3-metilistidina (3-MH), il che segnalerebbe che la taurina sembra contribuire a ridurre il catabolismo proteico muscolare.

## Effetti collaterali
Le cellule leucemiche non sono in grado da sole di produrre la taurina e si affidano come trasportatore specifico al gene SLC6A6 che la preleva dal midollo osseo.. assorbita dalle cellule tumorali, stimola la glicolosi e favorisce la proliferazione del tumore.
Utilizzando strumenti genetici per bloccare l'accesso della taurina a queste cellule, i ricercatori sono riusciti a rallentare o fermare la crescita del tumore in modelli murini e umani.